# Scenele orientale în opera lui Theodor Aman
 Acest articol dezvoltă secțiunea Opera a articolului principal Theodor Aman 
Scenele orientale în opera lui Theodor Aman au fost realizate ca urmare a formării sale artistice din capitala Franței, începând din anul 1850. 

## Considerații critice
Ajuns la Paris, Aman a fost martorul mișcărilor de înnoire a concepțiilor artistice care se desfășurau în afara zidurilor Academiilor și al direcției impuse de către acestea ca așa zisă mișcare oficială. De aceea el a fost unul dintre pictorii români care au fost influențați de mișcarea romantică, care s-a împotrivit tuturor regulilor de constrângere estetică ce făceau curricula principală și dominantă a educației academiste din acea vreme. Romantismul a adus în prim-planul creației artistice condiția sinelui care se raportează permanent la lumea înconjurătoare, la sentiment și reverie, la fascinație pentru mistere, pentru lumi necunoscute, pentru exotism, la mituri și simboluri.
Datorită unui astfel de mediu efervescent, a apărut pe piața occidentală un public amator de artă care era sensibil la opere care emiteau un parfum oriental. Aceeași tendință s-a manifestat și în rândul colecționarilor ce adunau obiecte din Orient, care dezvăluiau o lume fascinantă, ciudată, chiar necunoscută, obiecte care etalau niște valențe de ordin paradisiac, nevăzute și necunoscute în mod direct de occidentalul obișnuit, dar care imaginau un tărâm al reveriei. Totul a ajuns ca un brand la mare modă. Abordarea scenelor orientale de către Theodor Aman a fost pusă de comentatorii și istoricii de artă pe seama influenței romantismului pe care l-a întâlnit artistul ca o manifestare plenară în domeniul artelor din acele timpuri. Există însă și o probabilitate semnificativă ca Aman să fi intuit că această tematică reprezenta de fapt și o oportunitate comercială. Pe de altă parte, aceeiași comentatori au considerat că nu se poate spune nici că Aman ar fi descoperit orientalismul la Paris. Operele romantice ale artiștilor francezi reflectă senzațiile unui călător, un observator exterior, care a nimerit cu totul întâmplător în locuri stranii, fascinante. Despre Aman nu se poate afirma că era un trăitor extern, el aparținea interiorului. El s-a născut, a crescut și s-a format într-o zonă aflată în plină ocupație otomană, atât ca mediu cultural, cât și politico-social. Orientul era pentru Aman acasă. Pentru un locuitor al Valahiei, nu trebuia să fie la Constantinopol pentru a putea vedea oameni cu straie orientale sau a auzi vorbindu-se cu cuvinte de etimologie turcă. De asemenea, în Țara Românească se mânca baclava, se fuma din narghilea, și năravurile orientale erau prezente la tot pasul ca fiind împământenite. Aman nu avea de ce să fie fascinat de astfel de mediu, pentru el totul era o normalitate. Pe el dimpotrivă, îl fascina Occidentul și Parisul cu viața lui specifică pe care voia să o asimileze.
Occidentalii au perceput Valahia ca un apendice al lumii orientale și de aceea, dacă românii aveau doar granițe de ordin mental, ei au pus granițe fizice, reale. Afirmația aceasta este susținută de modul în care Aman a fost prezentat la Expoziția Universală din 1855 unde a expus Bataille de l'Alma: „... TURQUIE. PEINTURE. AMAN (THEODORE), ne â Campolungo (Valachie), eleve de Drolling et de M. Picot 2141 — Bataille de l'Alma”. Participarea lui Aman la expoziție, chiar numele lui în limba turcă însemnând iertare / îndurare, a avantajat Turcia, care nu ar fi avut altfel o reprezentare în pictura de șevalet ce era improprie culturii ei. Ca urmare, Theodor Aman s-a întors în țară și și-a valorificat exact ce era familiar publicului. Totul a fost ca o acoperire a unui gol tematic ce a fost așteptat în România. Prin introducerea acestei tematici absolut noi în plastica românească, Aman a speculat nostalgia și slăbiciunea românilor pentru scena orientală.

Scene orientale în opera lui Theodor Aman
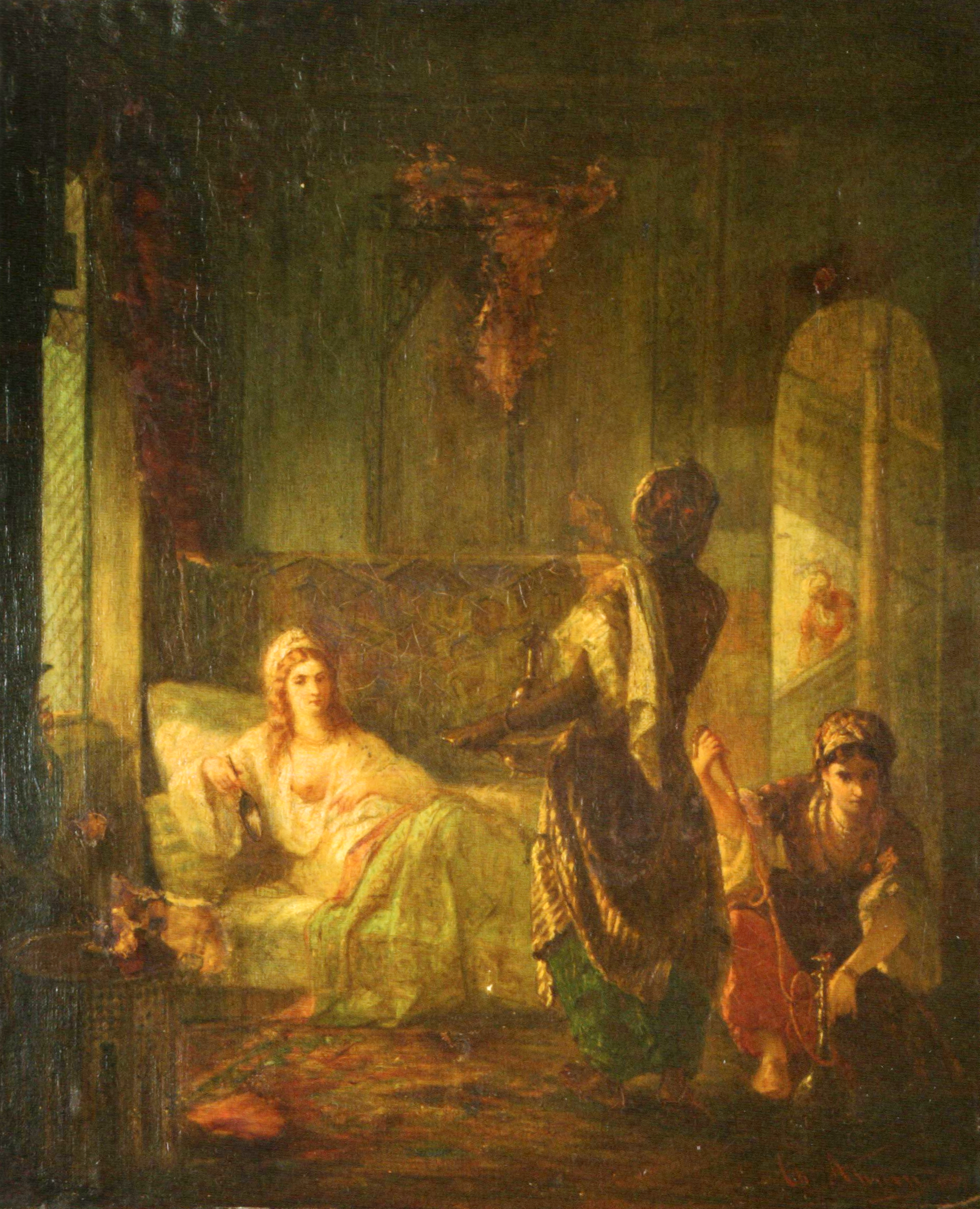
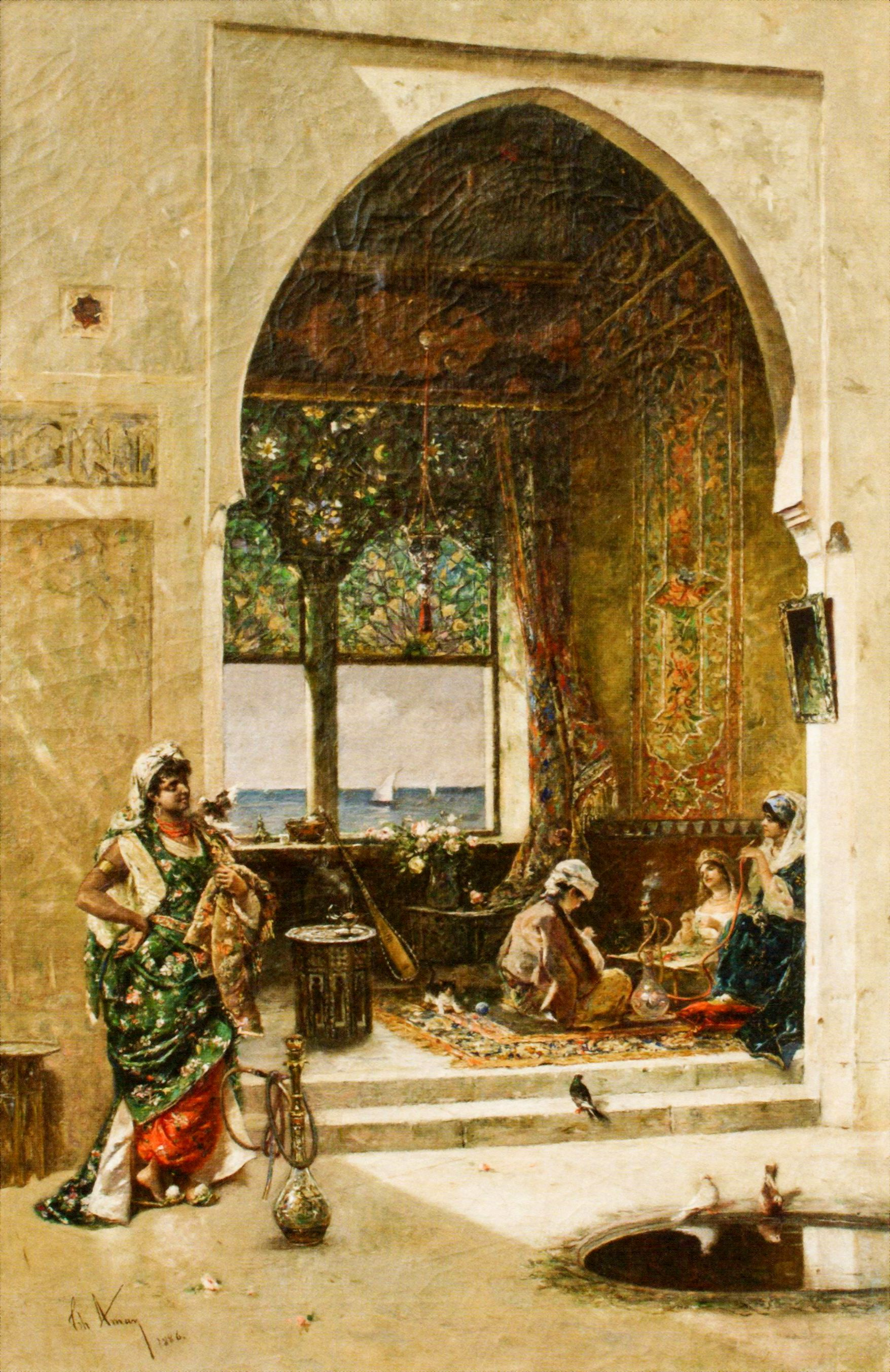
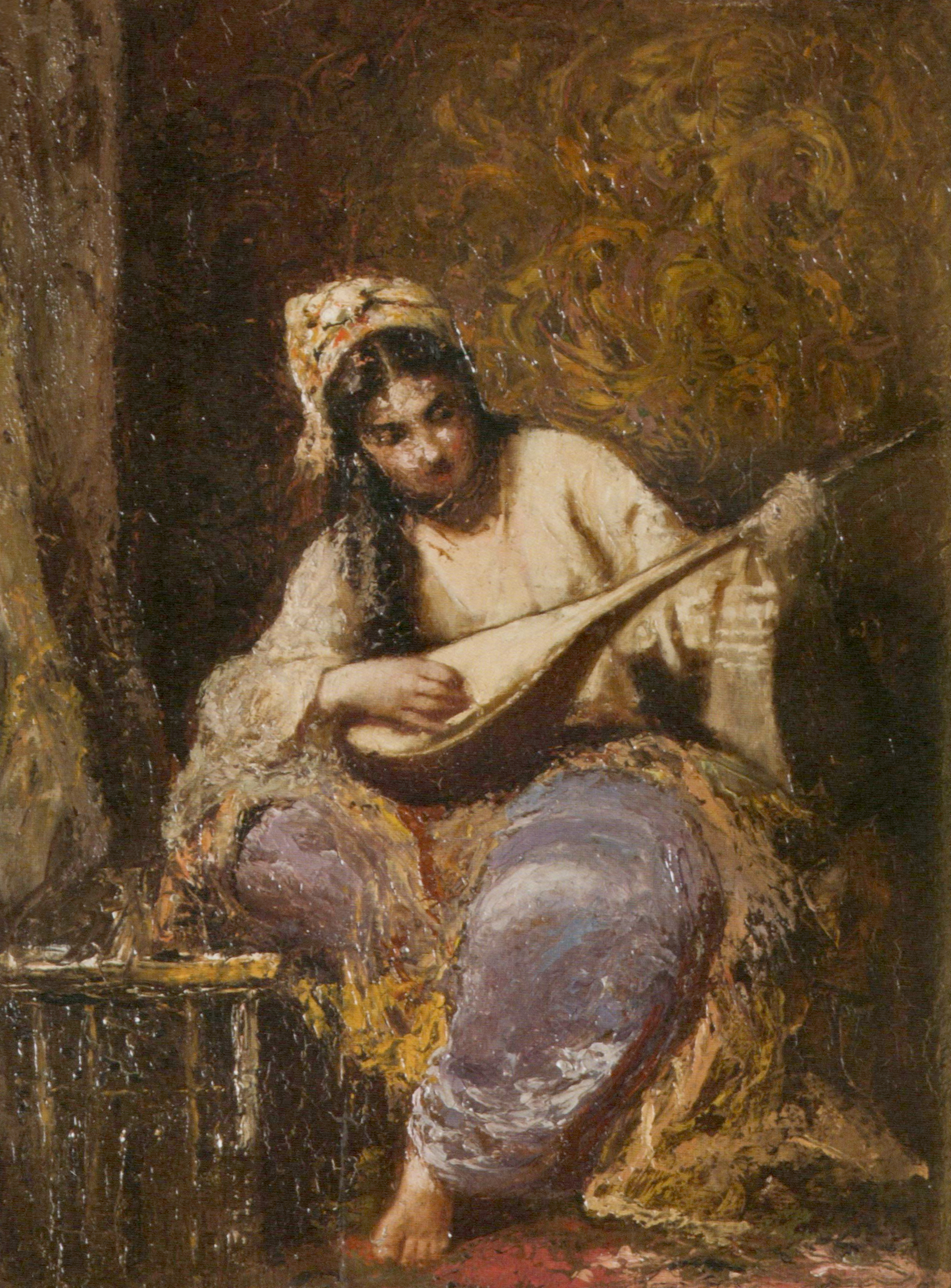
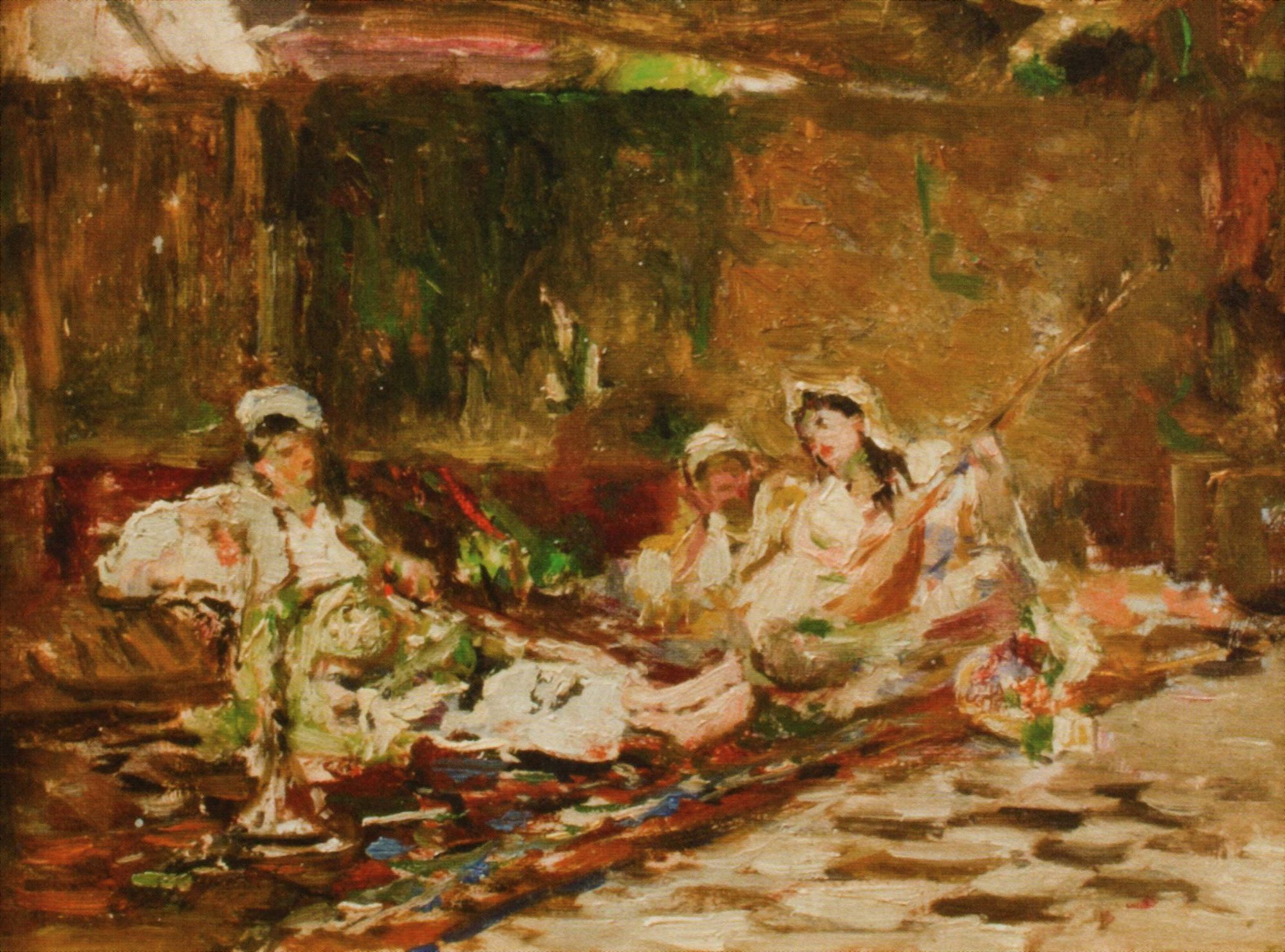
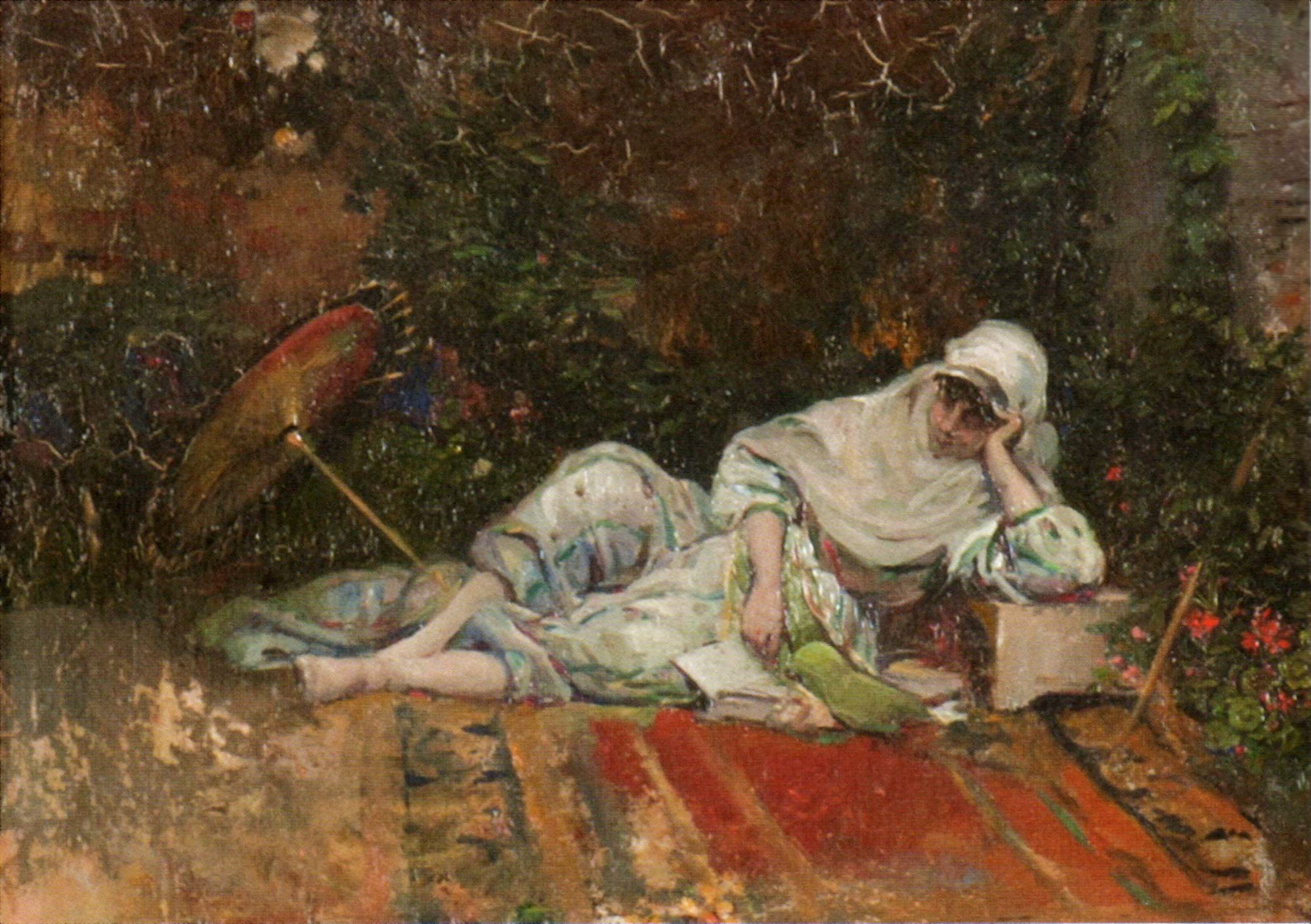
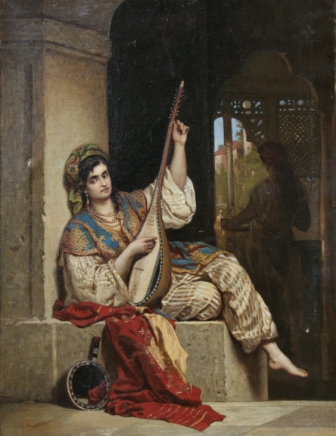
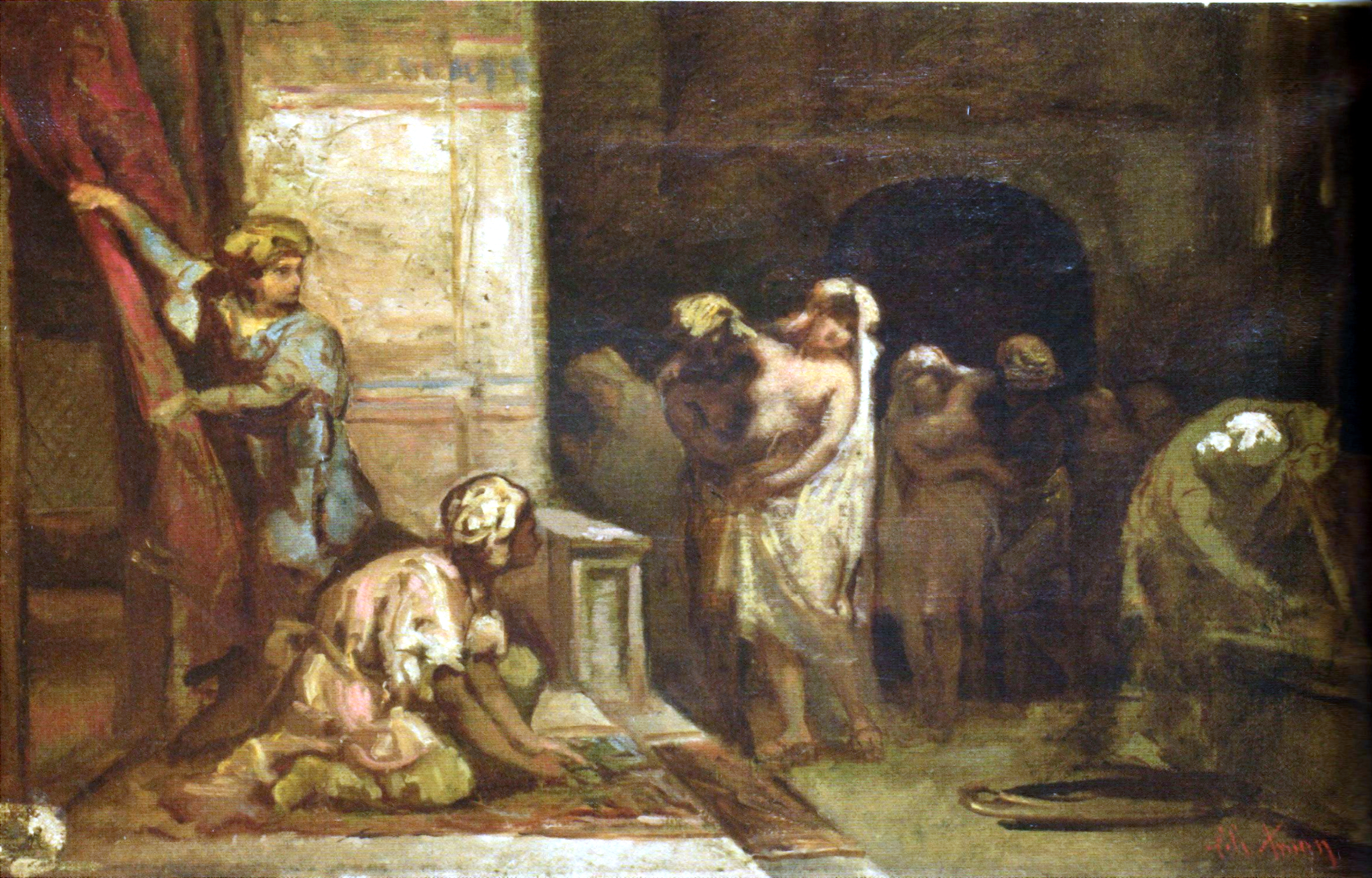

În timpul șederii sale la Paris, Aman a fost apreciat de publicul francez pentru picturile pe care le-a făcut în călătoria sa în Crimeea (1854) și pentru lucrarea Bătălia de la Oltenița. Aceste lucrări au adus două elemente semnificative cu care privitorul nu a mai fost confruntat. Aman chiar a fost în acele locuri unde și-a amplasat acțiunea și care erau în același timp o parte a unei lumi exotice. O dată reîntors la București, Aman a făcut legătura cu Orientul în primele lucrări pe care le-a realizat cu tematică istorică. S-a constatat că toate lucrările de artă plastică ce au fost realizate de-a lungul timpului de artiștii români, au înfățișat oștirile otomane învinse de armatele valahilor sau moldovenilor conduse de figurile legendare ale domnitorilor români. De aceea, există de la jumătatea secolului al XIX-lea o obișnuință de implicare emoțională, fie ea a creatorului de artă, fie a consumatorului sau a simplului privitor, de raportare față de turci și ca urmare, o extensie față de lumea orientală, ca la o lume ce era dușmană poporului român. În contrapondere cu tematica istorică, Theodor Aman, chiar dacă a realizat picturi istorice în care evocă lupta românilor împotriva otomanilor, a realizat opere în care scena orientală a devenit un spectacol al toleranței, orientalismul fiind într-o mare măsură asimilat. Aman a reușit să ofere un Orient care este privit cu mare afecțiune, ba chiar cu mare admirație. Din lucrările sale nu transpare ura sau violența, ci calmul, lirismul și senzualitatea.

Scene orientale în opera lui Theodor Aman
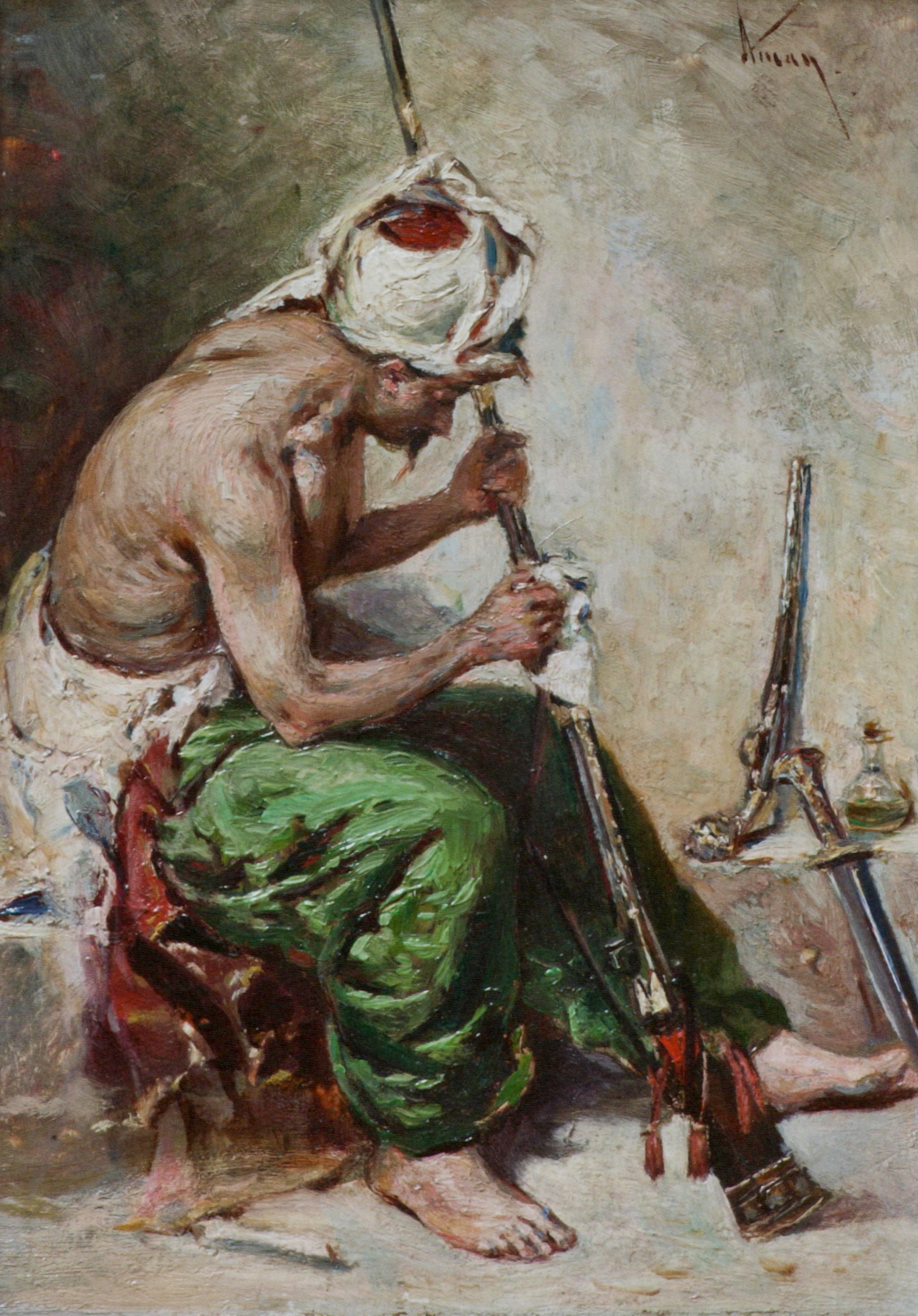
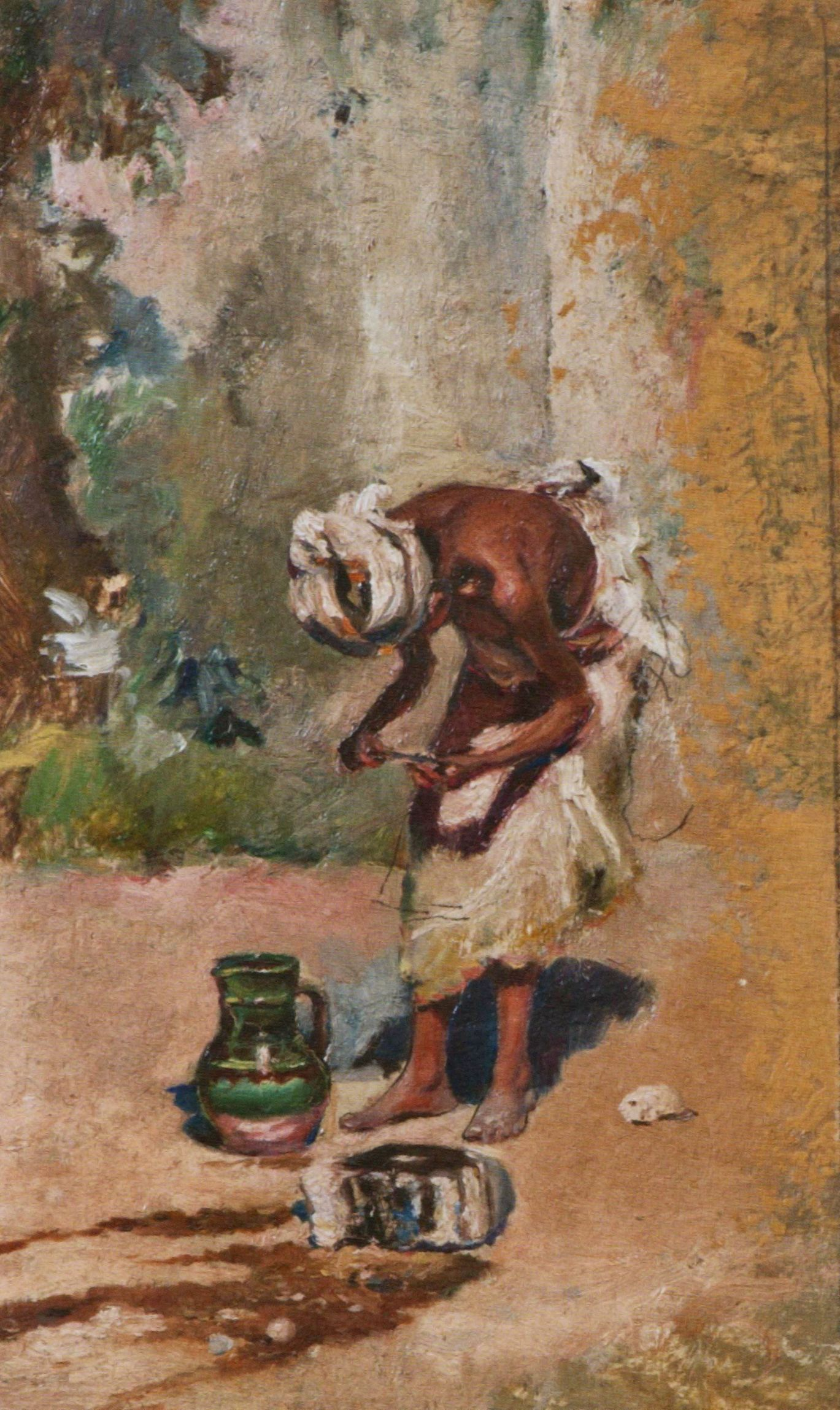
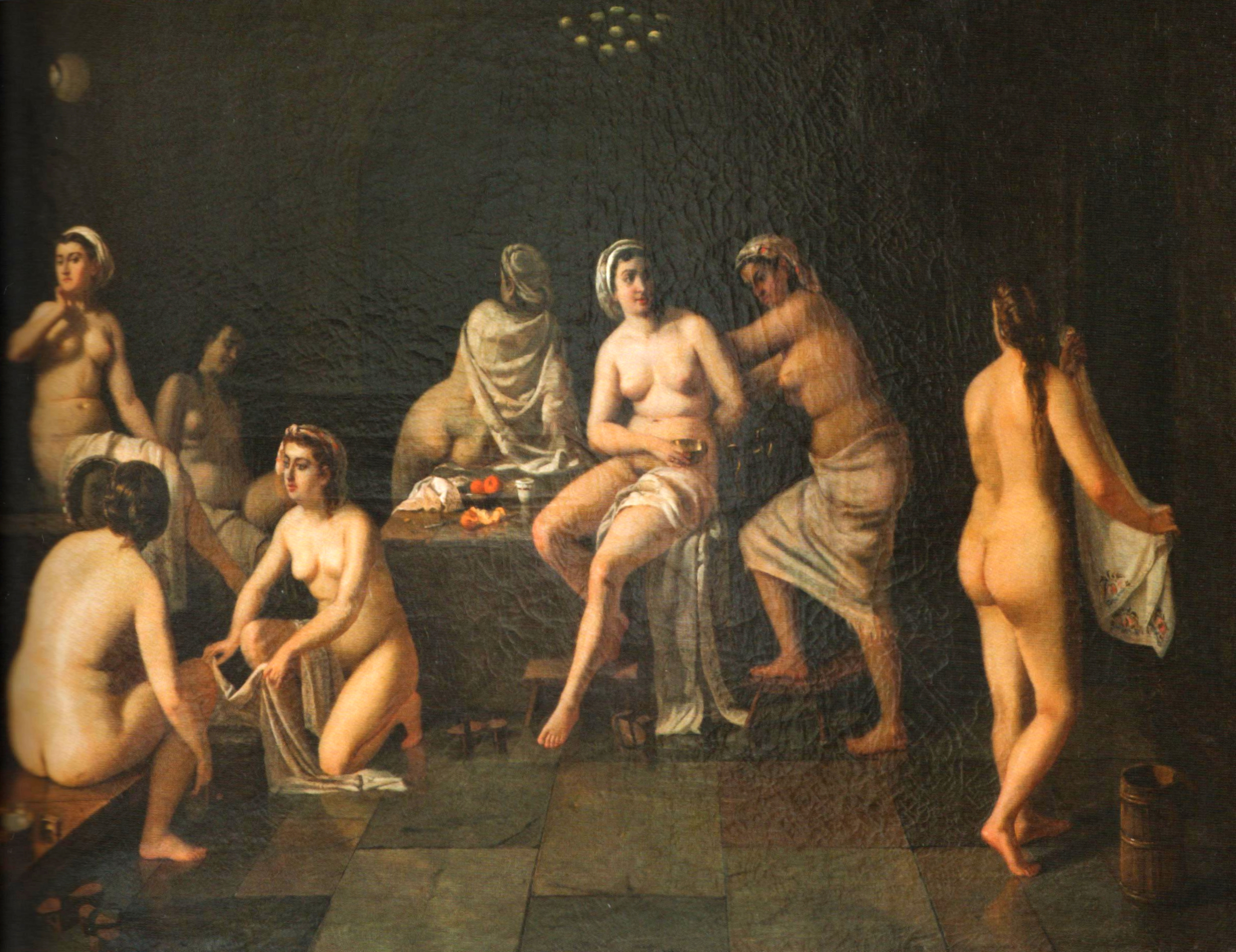
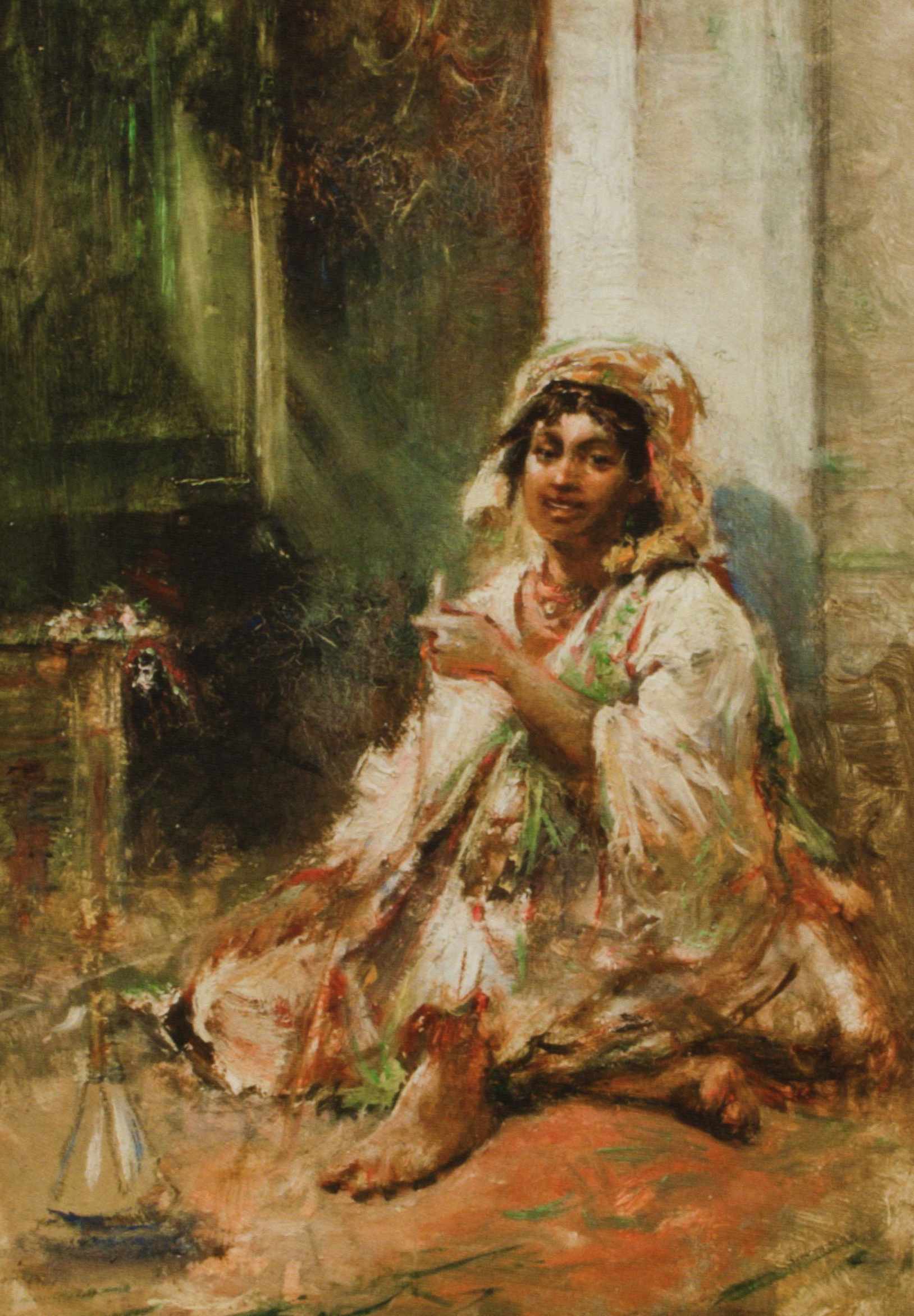
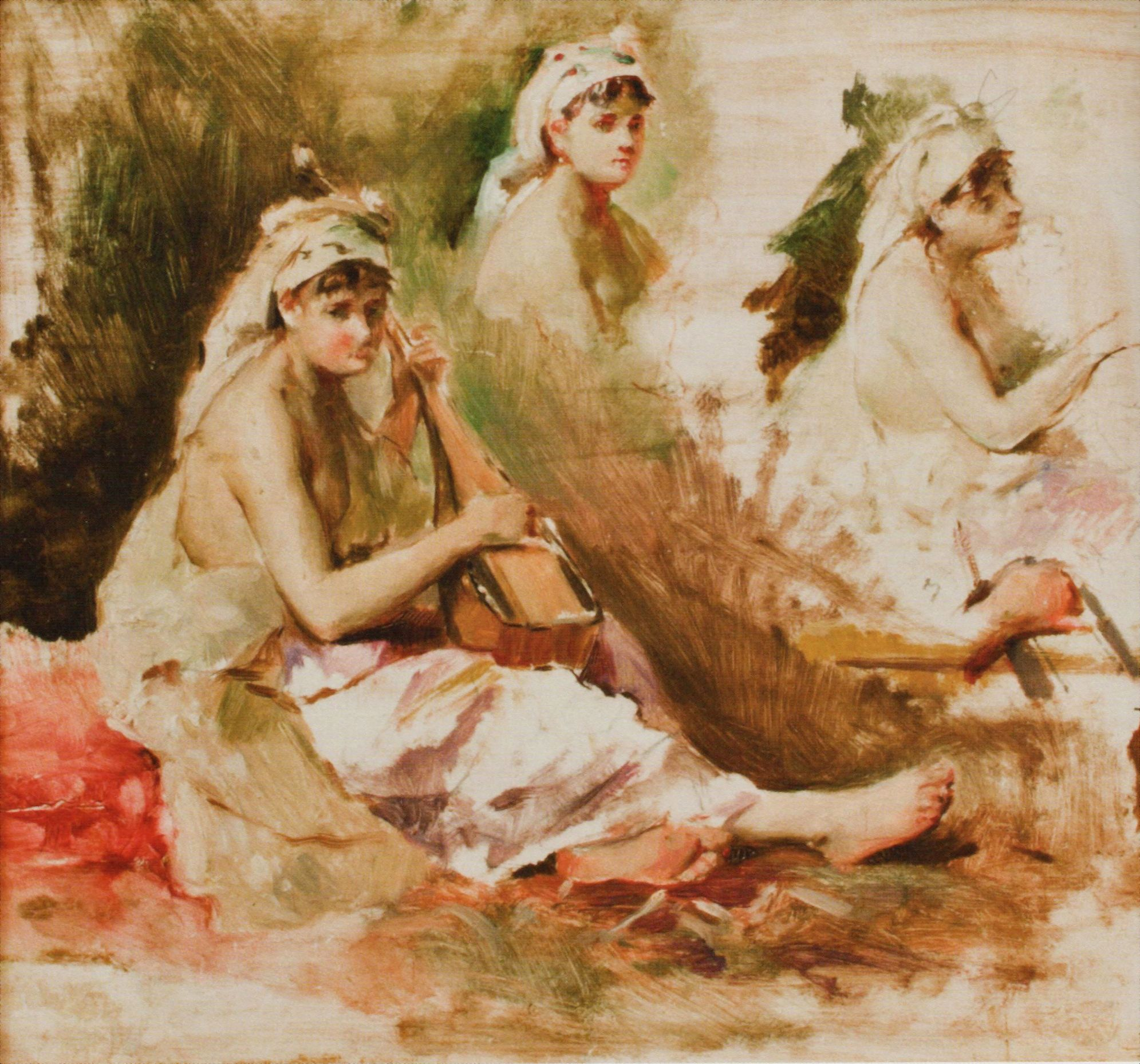
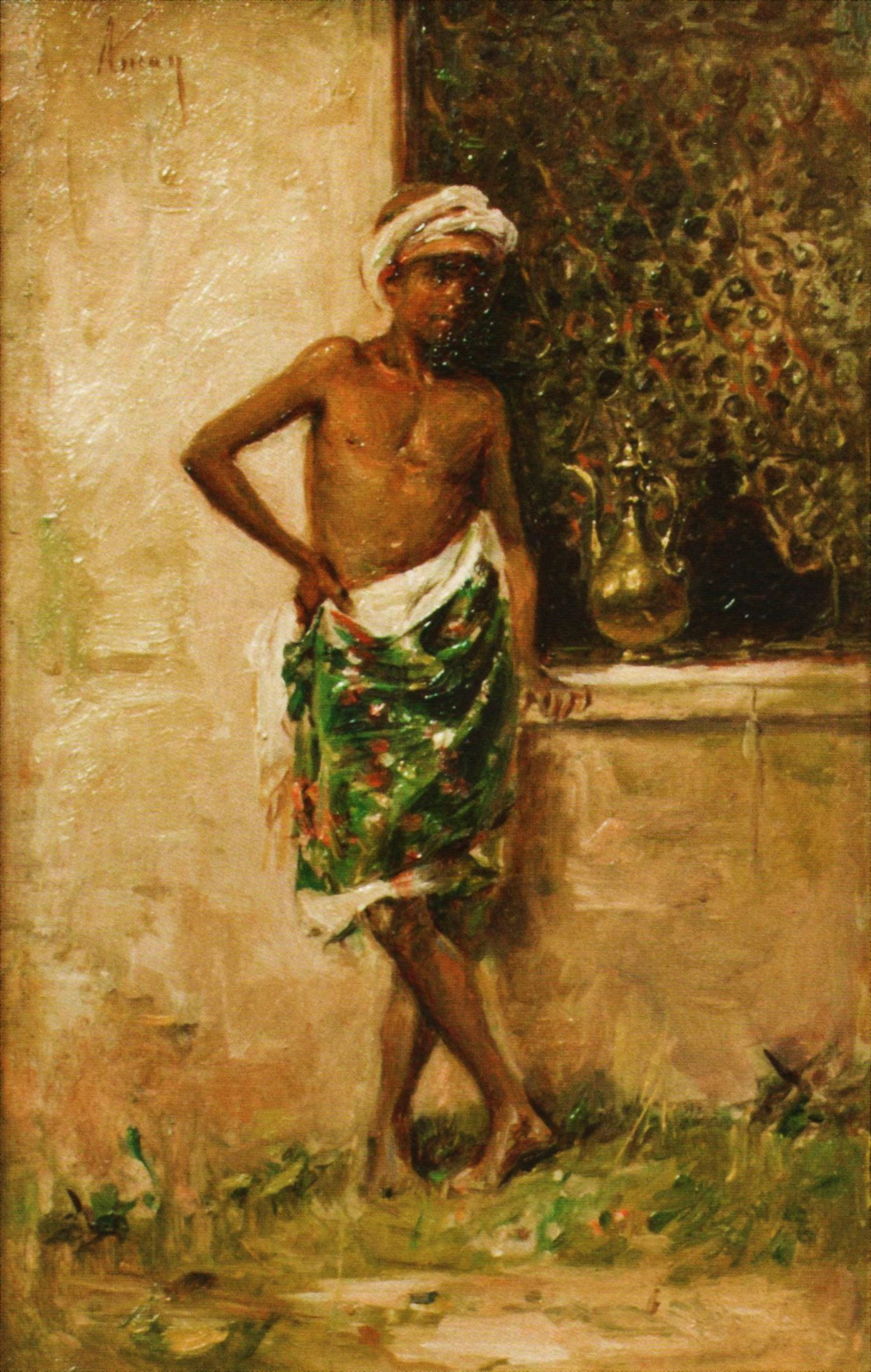
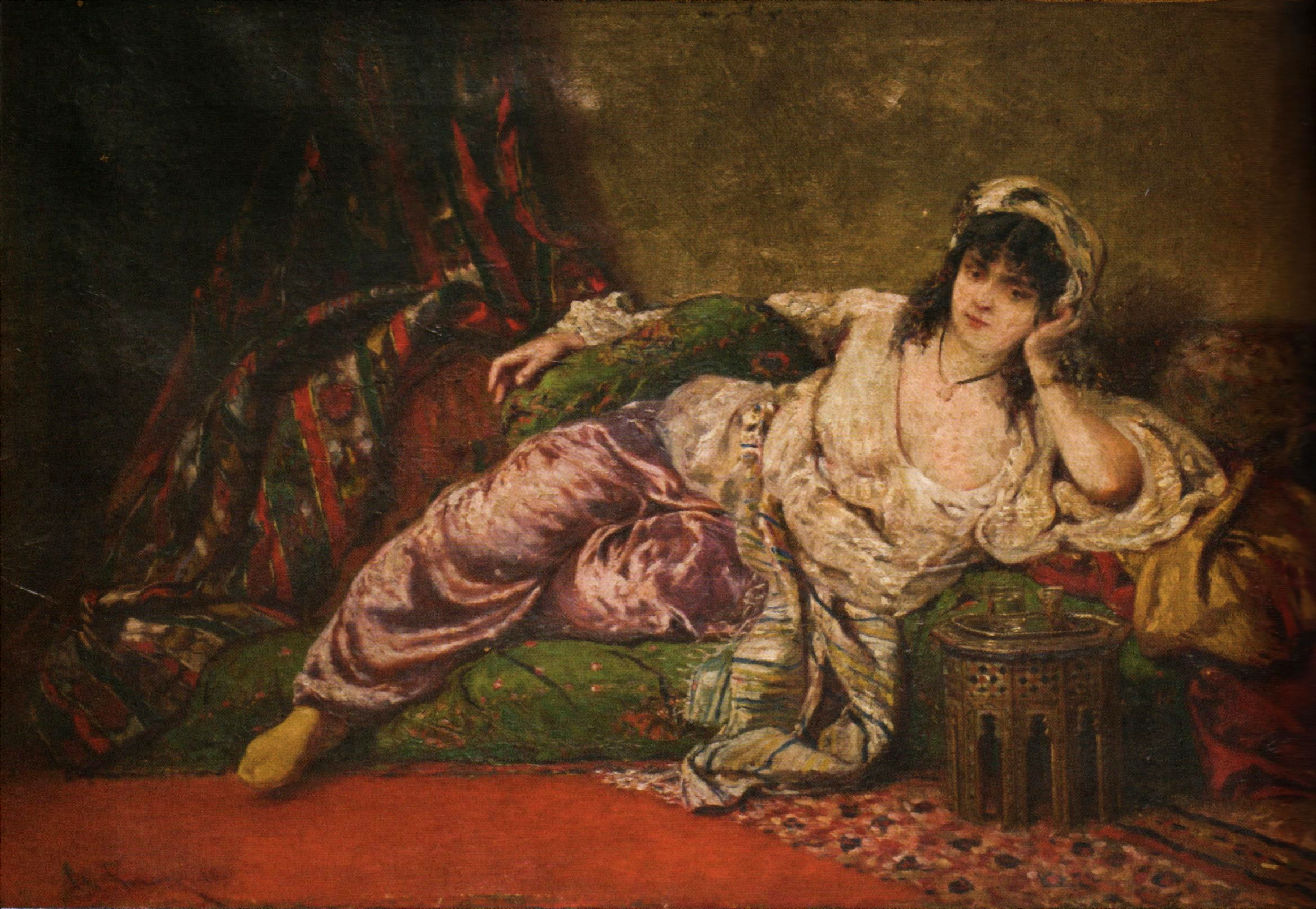
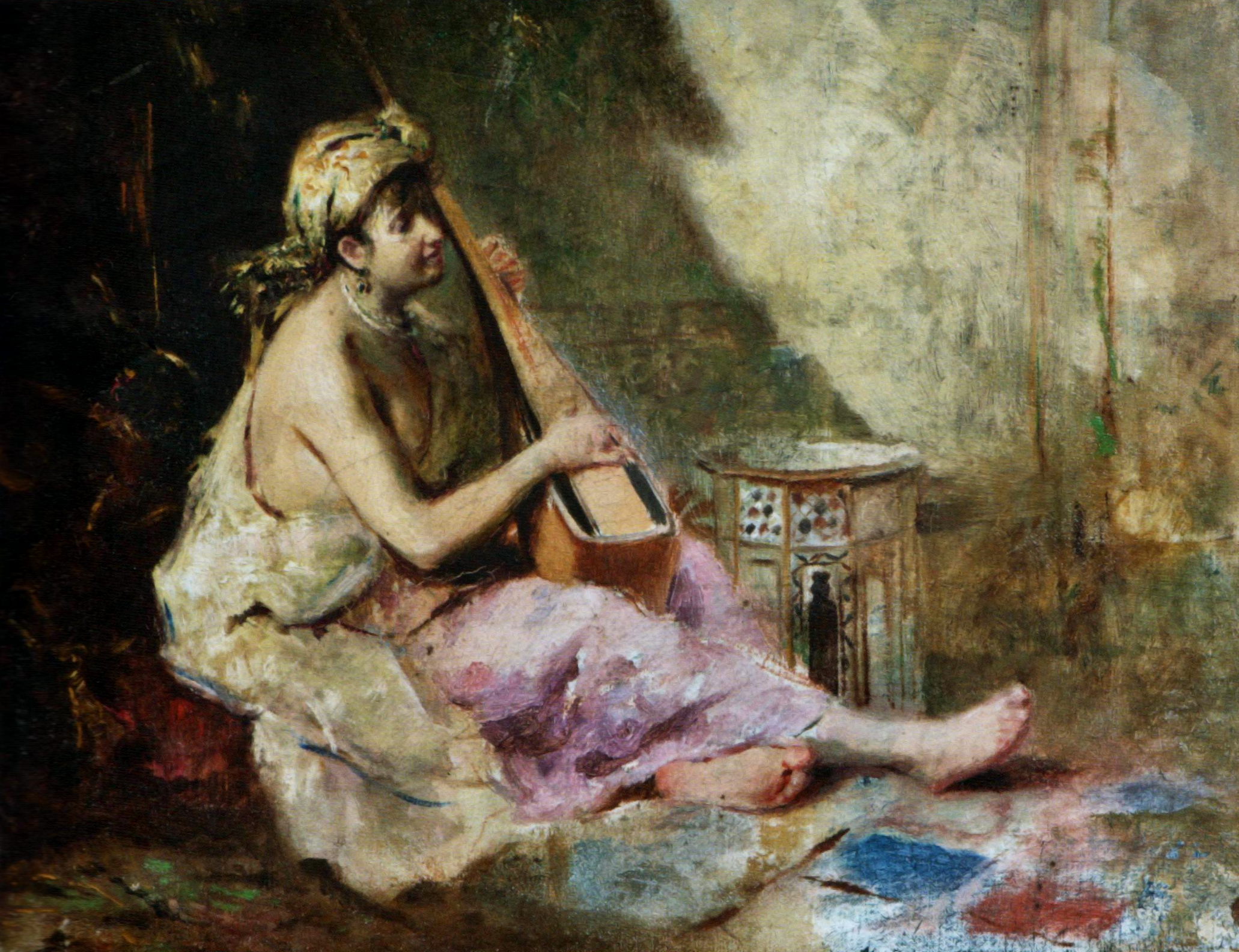

În anul 1854, Aman a făcut o călătorie la Constantinopol și a realizat doar acuarele și o mulțime de schițe. Toate picturile cu scene orientale pe care le-a creat, au fost făcute în propriul lui atelier. El a recreat lumea orientală folosindu-se de recuzita foarte bogată pe aceasta o are privind mobilierul specific, draperiile, covoarele, narghilelele, ciubucele etc., dar și înfățișând vestimentația caracteristică diferitelor segmente sociale. În timp ce artiștii occidentali au fost nevoiți să călătorească la antipozi pentru exotism, Aman care trăia la Porțile Orientului, a inventat Orientul în atelier. Lucrările lui nu reflectă un Orient cotropitor cu care trebuie să lupți să-l determini să stea la distanță, ci unul care degajă o vizibilă tandrețe în modul lui de abordare. Privitorul scenelor orientale create de Aman vede de fapt, o oglindă interioară a lui Aman, prin care acesta a cernut printr-o sită de sorginte romantică, un harem imaginat de el într-un spațiu al unei tihnite reverii aflate într-un univers aproape static, în care dominanta este un lirism și o muzică care nu se aud, ci se simt.